# Cheyenne (Wyoming)
Cheyenne és la capital i la ciutat més gran de l'estat de Wyoming, Estats Units d'Amèrica. És igualment la seu del comtat de Laramie i va ser també la capital del Territori de Wyoming (1868-1890).

## Evolució de la població

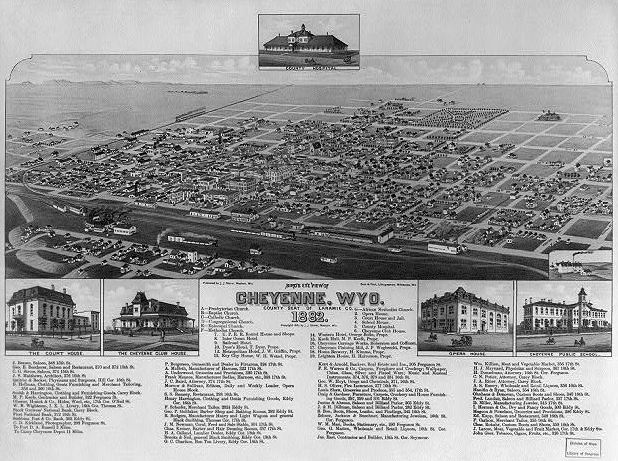
Litografia que reflecteix el desenvolupament urbà i alguns edificis principals de Cheyenne el 1882.

## Personatges il·lustres
- Acquanetta.